# Shaoyang, Shaoyang
Shaoyang är ett härad som lyder under Shaoyangs stad på prefekturnivå i Hunan-provinsen i södra Kina. Det ligger omkring 220 kilometer sydväst om provinshuvudstaden Changsha. 
Shaoyangs härad består av de delar som blev över av häradet då dess huvudort blev ombildat till stadsdistrikt i staden med samma namn.